# Julie Croket
Julie Croket (1 juli 1994) is een Belgisch turnster. 

## Levensloop
Ze is gespecialiseerd in de grondoefening. Croket loopt school aan de topsportschool in Gent. Croket kon zich in 2012 plaatsen voor de Olympische spelen maar blesseerde zich eind juni aan de knie en kon niet deelnemen. Ze nam nog deel aan het test team in Rio, maar door aanhoudende blessures besloot ze een punt te zetten aan haar topsportcarrière.
Haar persoonlijke record allround bedraagt 56.166 punten 

## Palmares

### 2012
- Belgisch kampioene allround 55.400 punten
- 6de EK team (samen met Gaëlle Mys, Terri Grand'Ry, Eline Vandersteen en Lisa Verschueren)
- 8ste EK grondoefening 12.866 punten
- 5de Olympisch testevent allround 55.733 punten

### 2011
- 12de EK allround 54.300 punten
- 4e EK balk 14.150 punten
- 5e EK grondoefening 14.275 punten

### 2010
- Belgisch kampioene allround 53.000 punten
- 9e EK allround 53.375 punten
- 10e EK allround grondoefening 13.500 punten
- 43e WK allround 52.782 punten
- Word Cup Gent grondoefening 13.600 punten